# Liste de catastrophes naturelles en 2011
Cet article contient une liste des catastrophes naturelles meurtrières en 2011.

## Janvier
- janvier : Brésil : plusieurs jours de pluies diluviennes provoquent des inondations et des glissements de terrain faisant plus de 700 morts[1].
- 11 janvier : France : quatre skieurs sont tués à la suite d'une avalanche à Val d'Isère (Savoie)[2].
- janvier : Australie : à la suite du phénomène de La Niña, l'un des plus forts de l'histoire du pays, le Sud-Ouest de l'Australie est ravagé par les plus fortes inondations de son histoire, durant plusieurs semaines. Faisant plus de 50 morts, et plusieurs milliers de sans-abris, la catastrophe aura coûté 1 point de PIB annuel au pays. Au plus fort de la crue, Brisbane se retrouve inondé, ainsi qu'une portion de territoire supérieure a la superficie de l'Allemagne et de la France réunies.

## Février
- 2-4 février : Australie : le cyclone Yasi de catégorie 5, le plus puissant de l'histoire australienne, va frapper l'État de la Nouvelle-Galles du sud (déjà fortement éprouvé par des inondations qui ont tué 70 personnes aux environs de Brisbane). Le cyclone avec des vents atteignant 290 km/h va frapper le Nord du Queenland, entre Cairns et Cardwell, une zone de plus de 400 000 habitants. Yasi ne fera aucun mort, mais de très nombreux dégâts, sans compter les précipitations importantes qui vont se rajouter aux bassins déjà largement saturé du sud du pays, les restes de Yasi iront également alimenter de façon brutale des incendies de forêt autour de Perth.
- 22 février : Nouvelle-Zélande : Un séisme de magnitude 6,3 fait 166 morts[3] et environ 10 000 personnes sans logement à Christchurch.  L'estimation du coût économique se chiffre à 8 milliards d'euros.  Six mois plus tôt, un autre séisme avait endommagé des bâtiments mais n'avait fait aucune perte en vie humaine[4].

## Mars
- 11 mars : Japon : un séisme dévastateur de magnitude 9 provoque un tsunami de plusieurs mètres sur la côte Nord-Est du Japon. C'est le tremblement de terre le plus violent enregistré au Japon depuis 140 ans[5]. 4 316 morts sont confirmées le 16 mars.  D'après ce bilan provisoire, il y a également 8 606 disparus et 2 282 blessés. On s'attend à un bilan de plus de 10 000 morts[6]. Mais à la catastrophe naturelle s'ajoute la catastrophe nucléaire, le séisme ayant entraîné une profonde dégradation de la centrale nucléaire de Fukushima : on mesure, quelques jours après la catastrophe, des taux de radioactivité inédits[Combien ?] dans tout le Nord-Est du pays. Les véritables bilans humain et financier, s'alourdissant de jour en jour et s'inscrivant surtout sur le long terme, sont impossibles à prédire.

- mars : Europe : début mars débute une très longue vague de sécheresse frappant toute l'Europe et particulièrement la France, l'Allemagne, l'Espagne et le Royaume-Uni. Celle-ci fut aggravée par le faible niveau de précipitations durant l'hiver 2010-2011, période de recharge des nappes souterraines, avec des déficits dépassant parfois 20 % sur certaines régions françaises. Il s'agit de la sécheresse la plus importante survenue en Europe depuis la sécheresse de 1976. Cette très longue période sèche eut un très fort impact sur les prix agricoles et l'élevage ; sur la production électrique puisque certaines centrales durent cesser faute d'un niveau d'eau fluvial suffisant; sur la navigation fluviale car les navires ne purent passer le Rhin et le Danube qu'à 50 % de leur charge ; sur la faune et surtout le milieu aquatique fluvial touché par le manque d'oxygène et par des assèchements de rivières et de cours d'eau ; par de grands incendies notamment à la forêt des landes, au Yorkshire de l'Ouest, dans les Hautes Fagnes et la Campine, en Croatie, et à La Riba

## Avril
- 14-16 et 24-28 avril : États-Unis : en moins de deux semaines, plus de 350 tornades vont ravager 7 États dans le Sud du pays, faisant plus de 360 morts, 5700 blessés, et causant plus de 5 milliards de dollars de dégâts. Lors de l'épisode du 27 avril, ce sont plus de 200 tornades qui vont se former en seulement 24h, faisant 324 morts et plus de 5500 blessés, en causant pour plus de 5 milliards de dollars de dégâts. On y enregistrera notamment 4 EF5 et 12 EF4.  Explosant le précédent record, établi les 3-4 avril 1974, lors du Super Outbreak (148 tornades en 24h dont 7 tornades F5, sur 13 États, causant plus de 330 morts), ce nouvel outbreak sera surnommé Super-Outbreak II[7].

## Mai
- 11 mai: Espagne : un séisme de magnitude 5,1 touche Lorca une ville touristique dans le Sud de l'Espagne. Les secousses sont ressenties jusqu'à Madrid située à 350 kilomètres de Lorca[8].
- 22 mai: États-Unis : une tornade dans la ville de Joplin (Missouri) fait 158 morts.  C'est la tornade la plus meurtrière aux États-Unis depuis 1953[9].
- 22 mai: États-Unis : Une autre tornade à Minneapolis (Minnesota) fait 1 mort et 22 blessés[9].

## Juin
- 13 juin : Nouvelle-Zélande : un séisme de magnitude 6 frappe à nouveau la ville de Christchurch, déjà frappée par un tremblement de terre en février[10].

## Juillet
- 20 juillet : Un séisme de magnitude 6,2 en Asie Centrale fait 13 morts. Les secousses ont été ressenties en Ouzbékistan, au Tadjikistan et au Kirghizistan.[réf. nécessaire]

## Août
- Le 23 août : Typhon Talas, cyclone tropical, se dissipe le 3 septembre. Plusieurs morts au Japon.

- 27 août : États-Unis : L'ouragan Irène frappe les États-Unis. Bilan : 38 morts.  Aux États-Unis, 350,000 personnes sont évacuées en prévision de cet ouragan.  Finalement, l'ouragan Irène fait plus de peur que de mal. Il remporte le prix de : l'ouragan, le plus surestimé de tous les ouragans.

## Septembre
- 5 septembre : États-Unis : La tempête tropicale Lee touche la Louisiane.  À ce moment, les services météorologiques émettent une alerte aux tornades pour cinq comtés du Mississippi: Harrison, Hancock, Forrest, Perry et Covington.[réf. nécessaire]

- 6 septembre : Indonésie : Un séisme de magnitude 6,6 fait un mort dans le Nord de l'Indonésie[11],[12]

## Octobre
- 23 octobre : Turquie : Un séisme de magnitude 7,2 fait plus de 600 morts et plus de 4000 blessés en Turquie[13]. Ce séisme est le plus puissant survenu depuis 1999 dans ce pays[14].

## Novembre
- 1er-9 novembre : France - Italie : Un épisode méditerranéen particulièrement intense et durable va frapper tout le pourtour méditerranéen du pays. En seulement 5 jours on observe une pluviométrie record sur les reliefs des Cévennes, avec plus de 935 mm de pluie à Valleraugue (Gard), 910 mm à Loubaresse (Ardèche), et 696 mm a Villefort (Lozère). Ce qui représente, de 1 a 1,5 fois la normale pluviométrique annuelle, sur l'ensemble du pays. L'épisode a causé la mort de 6 personnes, et aura engendré pour plus de 1,2 milliard d'euros de dégâts. Cet épisode pluvieux est le plus virulent du sud de la France, de par sa durée, son étendue et les phénomènes observés :

- l'épisode a duré 10 jours, ce qui est un record;
- les quantités d'eaux observées parmi les plus importantes de l'histoire;
- la formation d'un orage supercellulaire sur le Gard, y engendrant une tornade d'intensité EF2 (peu fréquente en France);
- la formation d'un ouragan subtropical sur la Côte d'Azur, en fin d'épisode, produisant des vents supérieurs a 120 km/h;
- une crue très importante de l'Argens, qui il y a un peu plus d'un an avait déjà dévasté sa vallée, en y causant 25 morts.
L'épisode s'est ensuite décalé en Italie, où il causera la mort de 11 personnes, 6 à Gênes, et 5 dans le sud du pays en Sicile et Campanie.
- 9 novembre : Turquie : Un séisme de magnitude 5,7 frappe à nouveau la Turquie (toujours dans l'est du pays, comme celui du 23 octobre) faisant une quarantaine de morts (bilan provisoire) et des dégâts considérables[15],[16],[17].

## Décembre
- 15 décembre : Europe : La tempête Joachim frappe une partie de l'Europe.

- 23 décembre : Nouvelle-Zélande : Deux séismes de magnitude 5,8 frappent à nouveau la ville de Christchurch à une heure d'intervalle, ville déjà frappée par des tremblements de terre en février et juin[18],[19].